# Hartwick (Nowy Jork)
Hartwick – miasto w Stanach Zjednoczonych, w stanie Nowy Jork, w hrabstwie Otsego.